# Německá strana (Slovensko)
Německá strana (německy Deutsche Partei) byla politická strana na území druhorepublikového Československa, respektive Slovenska a Slovenského státu, která reprezentovala národnostní menšinu Karpatských Němců.

## Dějiny
Navazovala na Karpatoněmeckou stranu z období první republiky, která byla ale během krize předcházející Mnichovské dohodě československými úřady, stejně jako její sesterská Sudetoněmecká strana, zakázána. Nově zřizované autonomní úřady Slovenska již 8. října 1938 opětovně povolily Karpatským Němcům politickou angažovanost, nyní již s otevřeně přiznanou nacionálně socialistickou orientací. 10. října byl zřízen Německý sekretariát a Franz Karmasin, předmnichovský předák Karpatoněmecké strany, se postavil do jeho čela. Strana měla výraznou volnost v jednání. Mohla zřizovat i vlastní polovojenské oddíly (Freiwillige Schutzstaffel, Dobrovolnické ochranné sbory).
V prosinci 1938 byl Franz Karmasin zvolen ve volbách do Sněmu Slovenskej krajiny. Strana pak byla oficiálním představitelem slovenských Němců po celou dobu existence takzvaného Slovenského státu až do roku 1945.

## Volební výsledky

### Snem Slovenskej krajiny
| Volby | Hlasy               | Hlasy               | Mandáty | Mandáty | Pozice |
| Volby | Počet               | %                   | Počet   | ±       | Pozice |
| ----- | ------------------- | ------------------- | ------- | ------- | ------ |
| 1938  | Jednotná kandidátka | Jednotná kandidátka | 2/63    | ▲2      | ▲2.    |